# Адміністративний устрій Великописарівського району
Адміністративний устрій Великописарівського району — адміністративно-територіальний поділ Великописарівського району Сумської області на 1 селищну громаду, 1 селищну раду і 9 сільських рад, які об'єднують 41 населений пункт та підпорядковані Великописарівській районній раді. Адміністративний центр — смт Велика Писарівка.

## Список громадВеликописарівського району
- Кириківська селищна громада

## Список радВеликописарівського району
| №  | Назва                          | Центр                | Населені пункти                                                        | Площа км² | Місце за площею | Населення (2001), чол. | Місце за населенням |
| -- | ------------------------------ | -------------------- | ---------------------------------------------------------------------- | --------- | --------------- | ---------------------- | ------------------- |
| 1  | Великописарівська селищна рада | смт Велика Писарівка | смт Велика Писарівка с. Пономаренки                                    |           |                 | 5 492                  | 1                   |
| 2  | Вільненська сільська рада      | c. Вільне            | c. Вільне с. Дружба с. Їздецьке с. Станичне с. Широкий Берег с. Шурове |           |                 | 1 569                  | 7                   |
| 3  | Дмитрівська сільська рада      | c. Дмитрівка         | c. Дмитрівка с. Братениця с. Лукашівка с. Олександрівка с. Шевченкове  |           |                 | 1 488                  | 9                   |
| 4  | Добрянська сільська рада       | c. Добрянське        | c. Добрянське с. Сидорова Яруга                                        |           |                 | 1 576                  | 6                   |
| 5  | Пожнянська сільська рада       | c. Пожня             | c. Пожня                                                               |           |                 | 799                    | 14                  |
| 6  | Попівська сільська рада        | c. Попівка           | c. Попівка с. Лугівка с. Стрілецька Пушкарка                           |           |                 | 1 708                  | 4                   |
| 7  | Розсошівська сільська рада     | c. Розсоші           | c. Розсоші                                                             |           |                 | 767                    | 15                  |
| 8  | Солдатська сільська рада       | c. Солдатське        | c. Солдатське с. Крамчанка                                             |           |                 | 1 124                  | 11                  |
| 9  | Тарасівська сільська рада      | c. Тарасівка         | c. Тарасівка                                                           |           |                 | 909                    | 13                  |
| 10 | Ямненська сільська рада        | c. Ямне              | c. Ямне с. Копійки с. Спірне                                           |           |                 | 1 963                  | 3                   |

* Примітки: м. — місто, с-ще — селище, смт — селище міського типу, с. — село